# Latanier rouge
Latania lontaroides
Espèce
Statut de conservation UICN

 EN A1c : En danger

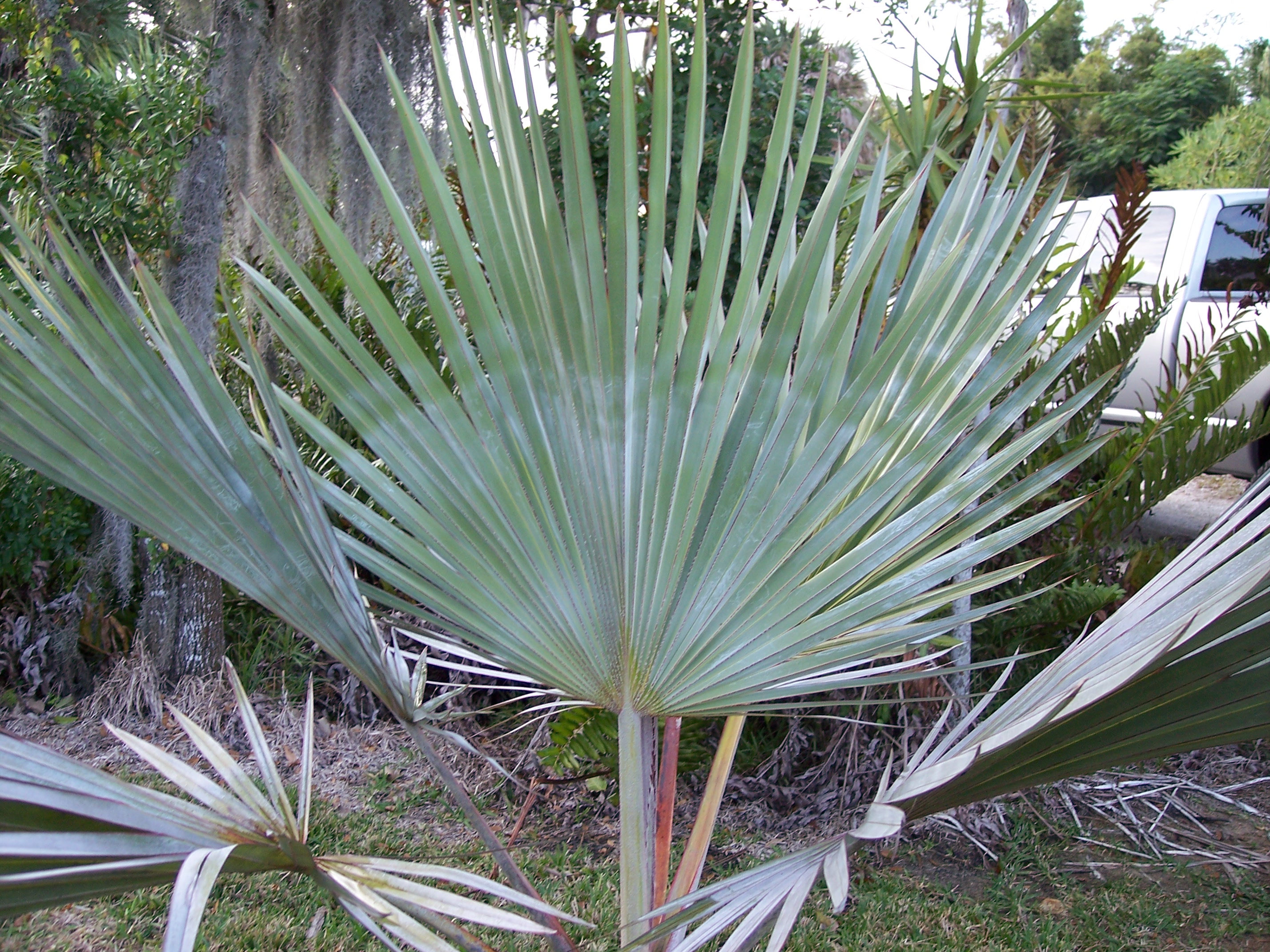
Plus agées le feuillage devient vert-gris

Le Latanier rouge (Latania lontaroides) est une espèce de plantes à fleurs de la famille des Arecaceae. C'est un palmier qui était autrefois présent dans plusieurs îles des Mascareignes et qui ne l'est plus aujourd'hui de façon naturelle qu'à La Réunion. Il est d'ailleurs également connu sous le nom de latanier de la Réunion, voire de pomme latanier.

## Distribution
À l'état sauvage, on ne le trouve guère que sur la côte sud de l'île de la Réunion entre Petite-Île et Saint-Philippe, sur les falaises et dans les ravines côtières. Il y est menacé par l'agriculture et le développement des infrastructures humaines.

## Description

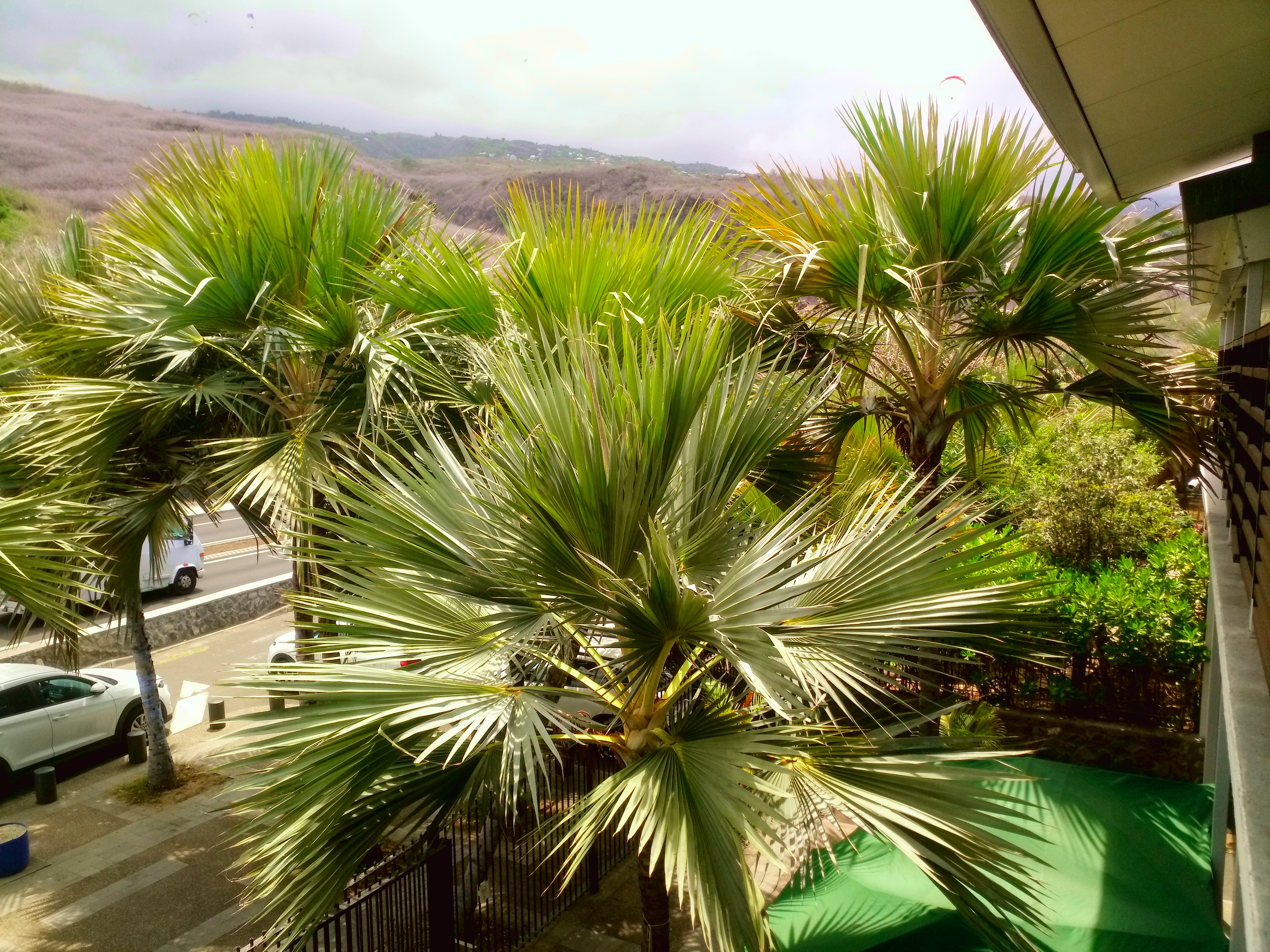
Lataniers plantés en bosquet à l'île de La Réunion.

Le Latanier rouge est dioïque : mâles et femelles poussent séparément.
Pouvant atteindre 12 mètres de haut, il déploie au bout de son stipe (tige) gris et lisse des feuilles en éventail vertes qui sont d'abord rouges durant les premières années de sa vie, comme les pétioles. Les bords du limbe et les nervures principales sont finement dentés.
Ses fruits de quatre ou cinq centimètres de diamètre sont globuleux ou subglobuleux. Leur albumen est comestible, mais demeure assez fade.

## Utilisation
Ce palmier est utilisé pour la décoration, l'ombrage, ainsi que la restauration écologique des forêts de la côte sous-le-vent. Pouvant faire office de plante d'ornement et résistant à de petits gels, le latanier rouge fait l'objet d'un commerce international.
Le latanier rouge est utilisé traditionnellement à la Réunion pour la fabrication artisanale de chapeaux et sacs.

## Systématique
Le nom correct complet (avec auteur) de ce taxon est Latania lontaroides (Gaertn.) H.E.Moore.
L'espèce a été initialement classée dans le genre Cleophora sous le basionyme Cleophora lontaroides Gaertn..
Ce taxon porte en français les noms vernaculaires ou normalisés suivants : Latanier de la Réunion,,,, Latanier rouge,,,, Latanier de Bourbon,, Palmiste puce, Palmiste rouge de la Réunion, palmier rouge.
Latania lontaroides a pour synonymes :
- Cleophora commersonii (J.F.Gmel.) O.F.Cook
- Cleophora lontaroides Gaertn.
- Latania borbonica Lam.
- Latania commersonii J.F.Gmel.
- Latania plagaecoma Comm.
- Latania plagaecoma Comm. ex Balf.f.
- Latania plagicoma Comm.
- Latania plagicoma Comm. ex Balf.f.
- Latania rubra Jacq.
- Latania vera Voss
- Livistona borbonica (Lam.) B.S.Williams

## Citation
« À minuit tombe la pluie bienfaisante et l'on repart dans les vents sucrés. Un peu plus tard, on passe entre les îles. Comme la lune est pleine, Suter peut contempler de sa balançoire des végétations de palmiers et des lataniers en fleurs. »  (L'Or de Blaise Cendrars)